# Walter Haummer
Walter Haummer (22 novembre 1928 – 21 settembre 2008) è stato un calciatore austriaco, di ruolo attaccante.